# Far del Cap Blanc
El far del Cap Blanc és un far situat al Cap Blanc, al Migjorn de Mallorca, al terme municipal de Llucmajor, i serveix de guia als vaixells que transiten per la badia de Palma per la part de l'est. Aquest far té un pla focal de 90 m sobre el nivell de la mar i de 10 m sobre el terreny. És de 6è ordre, atès que arriba a les 20 milles marines. Es construí l'any 1862 i és dels anomenats d'època isabelina. Al llarg del temps ha funcionat amb oli d'oliva, amb parafina, petroli i, fins al 17 d'octubre de 1951, amb carbur de calci. El 1966 marxava amb gas acetilè i, de 1970 ençà, és elèctric i funciona de manera automàtica.